# Oreaeschna dominatrix
Oreaeschna dominatrix – gatunek ważki z rodziny żagnicowatych (Aeshnidae).